# Hybridcykel
En hybridcykel er en blanding af karakteristikkerne fra mere specialiserede racercykler, touringcykler og mountain bikes. 
Den resulterende "hybrid" er en cykel der kan tolerere en bred vifte af cykel betingelser og anvendelser. Deres stabilitet, komfort og lette brug gør dem populære til bl.a. begyndercyklister og børn.